# Durst (1993)
Durst ist ein deutsches Spielfilm-Drama aus dem Jahre 1993. Es ist der Debütfilm von Regisseur Martin Weinhart, der auch für das Drehbuch verantwortlich zeichnete. 

## Handlung
Der junge Erwachsene Arthur durchbricht mit seiner Lebenslust in seiner Heimatstadt (irgendwo in Süddeutschland) den allgemeinen Alltagstrott. Neben der Pastorentochter Sabine verfallen dem „schönen blonden Jüngling“ auch der Lehrer Paul Vera und der Schüler Ernst. Probleme und Skandale sind vorprogrammiert.

## Kritik
Filmzeitschrift Cinema:
„Ein lebenslustiger junger Mann erfüllt die erotischen Begierden seiner Mitmenschen“

## Medien
- Martin Weinhart (Regie): Durst. NDR, Hamburg 1994 (1 Videokass., VHS, 88 Min.)